# German Apukhtin
German Nikolayevich Apukhtin (Moscou, 12 de junho de 1936) é um ex-futebolista soviético, que atuava como atacante.

## Carreira
German Apukhtin fez parte do elenco da Seleção Soviética na Copa do Mundo de 1958. 

## Títulos
- Eurocopa: 1960